# Miguel Inclán
Miguel Inclán Delgado (Ciudad de México, 12 de diciembre de 1897-Tijuana, Baja California, 25 de julio de 1956) fue un actor mexicano.

## Biografía y carrera
Miguel Inclán Delgado nace en la Ciudad de México el 12 de diciembre de 1897 hijo de María de Jesús Delgado y Miguel Inclán García, quien dirigía una compañía de teatro itinerante. Su hermana fue la primera tiple Lupe Inclán, quien a diferencia de su hermano se especializó en papeles cómicos. Miguel debuta como actor en la compañía de su padre siendo muy niño, es ahí en donde también dirige y escribe algunos proyectos, posteriormente actuó en diversas compañías de revista antes de interesarse en la carpa cuando esta comenzaba a hacerse popular en los barrios céntricos de la Ciudad de México, haciendo famosos, sobre todo a cómicos como Jesús Martínez “Palillo” y Mario Moreno "Cantinflas".
Después de largo recorrido por las carpas hace su debut en cine en 1938 con la película Nobleza ranchera (1938), para después interpretar al General Pedro María Anaya en la cinta que ensalzaba el mito de los niños héroes: El cementerio de las águilas (1939), junto a Jorge Negrete, que aún no alcanzaba el estatus de estrella que alcanzaría en años posteriores. Sus primeros años en la industria cinematográfica, transcurrieron con pequeños papeles que no permitían el total lucimiento de su capacidad actoral en films como: Los de abajo (1940), El charro negro (1940), Ni sangre ni arena (1941), Cuando los hijos se van (1941), ¡Ay Jalisco, no te rajes! (1941), Los tres mosqueteros (1942), Mexicanos al grito de guerra (1943), en donde interpretó muy bien a Benito Juárez y Doña Bárbara (1943) , en estos trabajó con figuras como María Félix, Raúl de Anda, Esther Fernández, Fernando Soler, Víctor Manuel Mendoza y Gloria Marin, por citar algunos.
En 1944 Emilio "El Indio" Fernández con quien ya había trabajó en sus dos primeros proyectos como director: La isla de la pasión y Soy puro mexicano, las dos de 1942 le da un papel en la cinta ganadora en el Festival de Cannes: María Candelaria, con Pedro Armendáriz y Dolores del Río, en esta se convierte en el villano que les hacía la vida imposible a los protagonistas, siendo quizá este el primer papel por el que se hace odiar masivamente. Después participa en La fuga (1944), al lado de Ricardo Montalbán, La selva de fuego (1945) con Arturo de Córdova y Enamorada (1946).
En 1947 participa en la producción hollywoodense The Fugitive, junto a Henry Fonda y el director de la misma, John Ford, queda impresionado con la breve actuación del actor, por lo que le da otro papel en la cinta Fort Apache (1948), Inclán todavía trabajaría en 3 cintas de producción estadounidense, sin embargo logra su consagración total como actor y como uno de los villanos más odiados en la historia del cine mexicano con su participación en la exitosa cinta Nosotros los pobres (1947) de Ismael Rodríguez, en donde interpreta a Don Pilar “el mariguano”, padrastro de “La chorreada” (Blanca Estela Pavón) y enemigo de “Pepe el toro” (Pedro Infante), a quien por su culpa mandan a la cárcel, además de propinarle una paliza a su madre (María Gentil Arcos). Después de esta, quizá para mitigar el impacto de su odiado personaje exploró el otro extremo del espectro interpretativo al participar con personajes nobles en Maclovia (1948), interpretando al “tata Macario”, película que le permitió trabajar con dos de las mujeres más hermosas de entonces: María Félix y Columba Domínguez y Salón México (1949), donde interpreta al honorable policía de barrio “Lupe López”, eterno enamorado de la prostituta Meche (Marga López), explotada por el “cinturita” Paco (Rodolfo Acosta, otro de los más odiados villanos cinematográficos).
Después de Salón México, regresa con sus villanías interpretando a “El rengo”, asesino a sueldo y guardaespaldas de “la madame” (Andrea Palma), junto a la que hacía sufrir a Elena (Ninon Sevilla) en Aventurera (1949), máxima cinta del Cine de rumberas. Poco después Luis Buñuel lo contrata para la encarnación de su personaje más memorable, el resentido y libidinoso ciego “Don Carmelo”, en la mítica cinta Los olvidados (1950), declarada memoria del mundo por la UNESCO y ganadora del prestigiado festival de Cannes.

## Últimos años y muerte
Su última aparición en cine fue en la cinta Enemigos (1955) con Fernando Casanova y Agustín de Anda, el mismo año fue nombrado delegado nacional de la ANDA en Tijuana. Ahí funda junto a su esposa Enriqueta Reza una academia de capacitación artística y es en esa ciudad en donde muere víctima de un infarto el 25 de julio de 1956, justo un mes después que falleciera su hermana Lupe. En los diarios sensacionalistas, corrió la versión de que Inclán había sido asesinado, ya que en sus últimos días había discutido con los dueños de los cabarets de Tijuana, ya que no estaba a favor de los espectáculos inmorales en los cabarets, y por este motivo existía una fuerte lucha de posiciones.

## Filmografía
- Nobleza ranchera (1938)... Pánfilo
- El cementerio de las águilas (1939)... Gral. Pedro Mª. Anaya
- Juntos, pero no revueltos (1939)... Sisebuto Corrales
- Corazón de niño (1939)... Señor Precusa
- Los olvidados de Dios (1940)... Macario Hernández García "El Gorrión"
- The Hawk (1940)... Gaspar
- Los de abajo (1940)... El meco
- El Charro Negro (1940)... Pancho, esbirro de Emilio
- Mala yerba (1940)... Manuel
- El monje loco (1940)
- El Zorro de Jalisco (1941)... 'Sonaja'
- Creo en Dios (1941)
- Ni sangre ni arena (1941)... Jefe de Policía
- Cuando los hijos se van (1941)... Patricio Gómez
- El rápido de las 9.15 (1941)... El anticuario
- Amor chinaco (1941)
- ¡Ay Jalisco, no te rajes! (1941)... Chueco Gallegos
- Volver a vivir (1941)
- El barbero prodigioso (1942)... El ciego
- Allá en el bajío (1942)... Chino
- Los dos pilletes (1942)
- La epopeya del camino (1942)... Tata
- Simón Bolívar (1942)... Sargento Pérez
- La isla de la pasión (1942)... Sargento
- Los tres mosqueteros (1942)
- Soy puro mexicano (1942)... Pedro
- La virgen roja (1943)
- La posada sangrienta (1943)... Lázaro Gómez, mayordomo
- El padre Morelos (1943)
- Mexicanos al grito de guerra (1943)... Presidente Benito Juárez
- Doña Bárbara (1943)... Melquiades
- El rayo del sur (1943)
- María Candelaria (Xochimilco) (1944)... Don Damián
- La China poblana (1944)... El Pitarras
- Murallas de pasión (1944)
- La fuga (1944)... Miguel
- Porfirio Díaz (1944)
- El mexicano (1944)
- Rosa de las nieves (1944)
- Adiós, Mariquita linda (1944)
- El criollo (1945)... Coronel
- La hora de la verdad (1945)
- Caminos de sangre (1945)... Ángel Santos
- La selva de fuego (1945)... Rufino
- Guadalajara pues (1946)... Don Filiberto Correa
- Enamorada (1946)... Capt. Bocanegra
- El tigre de Jalisco (1947)... Tigre de Pedrero
- Si me han de matar mañana (1947)... Sebastián Rojas
- The Fugitive (1947)... Rehén
- Nosotros los pobres (1948)... Don Pilar
- Fort Apache (1948)... Cochise
- Barrio de pasiones (1948)
- Maclovia (1948)... Tata Macario
- Salón México (1949)... Lupe López
- En cada puerto un amor (1949)
- Rayito de luna (1949)... Trujillo
- Tierra muerta (1949)
- El rencor de la tierra (1949)
- Cuando los hijos odian (1950)... Ramón González
- Aventurera (1950)... Rengo
- Los olvidados (1950)... Don Carmelo, el ciego
- Los hijos de la calle (1951)... Nieves
- La tienda de la esquina (1951)... Don Ramón Suárez
- El siete machos (1951)... Toño
- Los pobres van al Cielo (1951)... Padre Bernardo
- Las mujeres de mi general (1951)... Blas
- Indian Uprising (1952)... Gerónimo
- Looks that Kill (1954)... Paco
- Reto a la vida (1954)
- El águila negra (1954)... Ciriaco
- Momentos de la vida de Martí (1954)... Manuel Altamirano
- Sombra verde (1954)... Máximo
- María la Voz (1955)... Bernabé, abuelo de Andrés
- El plagiario (1955)
- Seven Cities of Gold (1955)... Schrichak (sin acreditar)
- Fuerza de los humildes (1955)
- Enemigos (1956)... (sin acreditar)
- Bandido (1956)... Sacerdote (sin acreditar)

## Legado
A varios años del fallecimiento del actor su presencia sigue vigente gracias a sus estupendas caracterizaciones, su legado actoral continua con sus sobrinos-nietos, Rafael Inclán, nieto de su hermana Lupe, Raúl Padilla “Chóforo”, hijo de Lili Inclán y del actor Raúl “Chato” Padilla, Alfonso Obregón y Alfonso Zayas, sin que estos hayan podido alcanzar la altura histriónica de su tío, que en vida no recibió ningún premio, ni siquiera una nominación, pese a sus estupendos trabajos en Nosotros los pobres, Los olvidados o Salón México, películas que lo inmortalizaron.